# Cheli
El cheli es una jerga, originaria de la ciudad de Madrid (España), que hereda elementos del casticismo madrileño y en ocasiones marginales y sobre todo disfemismos, que son expresiones despectivas o insultantes. Adquirió popularidad después de la muerte de Francisco Franco en 1975 y la apertura social de la transición democrática. El término parece venir acuñado por el novelista Francisco Umbral o por lo menos es él quien lo da a conocer en el diario madrileño El País.
Según Margarita de Hoyos González, 

el “cheli” nace en el momento del cambio político experimentado en España de la transición y bajo la influencia del movimiento mundial, como es el punk. Pero no podemos decir que es a partir de este momento cuando surge, pues ya en sectores como barrios bajos y ciertos círculos estudiantiles se habla esta jerga, aunque es en este momento cuando se empieza a generalizar en toda la nación, en todos los niveles sociales del habla de los jóvenes.

Esta jerga se caracteriza por tener dos funciones principales: la primera es que permiten que los miembros del grupo se identifiquen entre sí como tales y la segunda es la de diferenciar al grupo y protegerlo impidiendo el acceso a los no iniciados.
Si tuviéramos que identificar por algo el cheli sin duda tendríamos que hablar de la semejanza en cuanto a la edad de sus hablantes, comportando una concepción muy juvenil (hasta una edad cercana a los veinticinco años), “el cheli más de edad que de clase, es un instrumento al servicio de la identidad del sector, no del individuo” menciona Lázaro Carreter en su obra “Una jerga juvenil: el cheli” y de hostilidad a los que nacieron antes.
El mismo autor en su libro El dardo en la palabra comenta la impersonalidad de su lenguaje, que permite a sus hablantes recurrir sin preocupación y sin ningún sentimiento de vergüenza o de culpabilidad a términos brutales, carentes de finura y adoptar comportamientos acordes con esos términos.
Podemos recoger como influencias para esta jerga el argot achulado o agitanado.
Siendo una jerga fundamentalmente oral, existen, al menos, dos adaptaciones en cheli de literatura. En 1994, el capellán de la extinta cárcel de Carabanchel, Antonio Alonso, publicó "El Chuchi, los colegas y la basca" (Editorial CCS, Madrid), una adaptación del Nuevo Evangelio. En 2022, se editó "El chaval principeras" (Libros desde Tuma, Madrid), la traducción íntegra realizada por el periodista Álvaro de Benito de El Principito, de Antoine de Saint-Exupéry. Además, existen numerosos registros escritos en publicaciones alternativas, panfletos, o grafitis, sobre todo durante la prolífera época de edición en La Movida. También el cheli cuenta, desde que la utilización de los chats y foros en internet es común entre la comunicación de los jóvenes, con cierta revitalización a través del uso de léxico más o menos original. Es característico de esta escritura la utilización de apócopes y abreviaturas libres.

## Vocabulario
El cheli posee un gran número de vocablos, estos comenzaron siendo usados simplemente por un pequeño grupo de jóvenes de la capital española pero pronto se expandieron llegando a todos los niveles sociales y por toda la geografía peninsular, hoy en día muchos de sus términos han calado tan hondo en la sociedad que son usados indistintamente, llegando a difuminarse y comportando parte de nuestro vocabulario diario. Entre las expresiones más comunes y características de esta jerga tenemos:
- Movida: acción intensa
- Tronco: amigo
- Basca: peña
- Palizas: pelma
- Calandrias: pesetas
- Tejo o guil: duro
- Marchoso: divertido, fiestero
- Jula o julandrón: marica
- Ligar: conseguir
- Amuermarse: aburrirse
- Carroza: pasado de edad
- Cheira: navaja
- Madero: policía
- Macarra, gamberro, quinqui: delincuente
- Aduana: escondrijo
- Cachas: fuerte
- Queli: casa
- Chingar: robar/hacer el amor
- Parné: lo robado
- Viejos: padres
- Chorbo/a: novio/a
- Fardar: presumir
- Pagafantas: persona que invita
- Zurrar: pegar
- Chachi: guay
- Flipao/cagalindes: fanfarrón
- Sustantivos con el sufijo -ata/ate tales como bocata, vinate, fumata, camarata.

Pero si hay que destacar una serie de términos por su importancia y adaptabilidad en infinidad de contextos esos son: “mogollón”, “jo, macho” y “mazo”.

### Frases hechas
Además de este glosario de términos, el cheli destaca por un denso conjunto de frases hechas, lo cual es llamativo por el hecho de que se trata de una jerga. Entre las aplicaciones más comunes están:
- Me enrolla cantidá: me gusta mucho.
- Montárselo guapo: hacer bien una cosa.
- Sentir vibraciones de alguien: que genera en ti una buena impresión.
- Ir la priva cantidá: gustar el alcohol.
- Echarse unos pelotazos: tomarse unas copas.
- Ser algo un mosqueo: suscitar algo sospechas.
- Jalarse una rosca: besarse.
- Un algo demasiado: que es excesivo.
- Marcárselo guapísimo: hacerlo muy bien.
- Ligar bronce: ponerse moreno.
- Ser de lo más crudo: ser desmesurado en acciones y consecuencias.
- Chuparse el dedo: creer que engañas
- Comer el coco/tarro: intentar convencer
- Cortar el rollo: interrumpir algo
- Hacer el paripé: fingimiento/simulación
- Dar un chungo: tener un colapso/ataque (propio)
- Irse de parranda/cachondeo: irse de fiesta
- Dame un españa y un cuacuá: Un vaso de coñac con coca cola y otro de licor 43 con cuantreau.

Todos estos términos se traducen y resumen en un ámbito conceptual referente a procesos anímicos como aburrirse, divertirse, enfadarse, expresar descontento, etc., trato con otras personas en marcos sexuales, amistosos o festivos y dando lugar a valoraciones simples, con referencias a la bebida y al ambiente lúdico.
También podemos encontrar toda un área de términos referentes a la consumición de droga como por ejemplo:
- Flipa, esnifa, caballo atribuidos a la heroína.
- Costo, chocolate, tate, mandanga, fumo vinculado al hachís.

Y aún es este campo toda una serie de términos asociados con su aplicación tales como sube, pega, tirar un talego, camello, colgao.

## Uso y legado
Dentro del ámbito estético podemos encontrar varios artistas destacables que introducen en sus obras vocablos del glosario del cheli como los prosistas Francisco Umbral, Rafael Sánchez Ferlosio en su narración “El Jarama” y Cela en “La Colmena” y vocalistas y cantautores que los introducen en sus canciones tales como Joaquín Sabina y Ramoncín.
El estudioso Lázaro Carreter caracteriza esta jerga con una serie de rasgos como pueden ser la fricación meridional de la “ch”, arrastramiento de la “s”, vocabulario innovador, distorsiones sintácticas y la preferencia a una generación juvenil y no distintiva de las clases sociales.
Las expresiones jergales fluctúan con gran facilidad y tienen una inclinación a lo efímero, por eso hay que destacar el hecho de que en el caso del cheli no ha sido sino todo lo contrario expandiéndose a todos los círculos sociales y adaptándose a las nuevas necesidades y tiempos.
Diversas palabras de esta jerga han llegado a ser aceptadas por el DRAE, debido a su expansión por toda la península y el peculiar arraigo que ha conseguido, pues estamos hablando de que en sus inicios era muy excluyente, lo que parecería haber tenido que derivar en una progresiva extinción.